# Angst (sport)
Angst is binnen de sportpsychologie een belangrijk onderwerp. Angst, of beter, bezorgdheid komt in alle takken van sport, op allerlei niveaus voor, en is van grote invloed op de kwaliteit van de prestaties. Het is voor sporters belangrijk om middels de daarvoor bestemde modellen een duidelijk inzicht te krijgen in de effecten van eventuele angst. Daarnaast zijn methoden om om te gaan met angst interessant omdat er op die manier voor kan worden gezorgd dat een optimaal niveau van angst kan worden bereikt. Op die manier is een topprestatie een stap dichterbij.
De begrippen die samenhangen met angst in sport zijn stress, anxiety en arousal. Er zijn meerdere modellen die zo juist mogelijk proberen te voorspellen wat de exacte invloed is van de mate van stress of angst op de sportprestatie.

## Definities
Arousal is de mate van geactiveerdheid van het  centrale of autonome zenuwstelsel. Hierbij kan gedacht worden aan hartslag, ademhaling, hersenactiviteit en de temperatuur.
Stress is de kracht die op een bepaald systeem staat. In dit geval is stress de eis van een bepaalde situatie en het vermogen om aan die eis te voldoen. Indien de eisen groter zijn dan de capaciteit, of andersom, als de capaciteiten niet toereikend zijn om een bepaalde situatie het hoofd te bieden, ervaart men stress.
Anxiety is een onplezierige emotionele toestand van vrees, spanning, bezorgdheid of nervositeit. Binnen dit begrip valt een tweedeling onder te brengen: state en trait anxiety. State anxiety is de situatiespecifieke variant van anxiety. Trait anxiety refereert echter naar een meer algeheel niveau van anxiety en is hiermee op te vatten als een trek, en is niet situatiespecifiek.

## Onderscheid
- Cognitief-somatisch onderscheid

Anxiety (bezorgdheid) kan worden onderverdeeld in een cognitieve component en een somatische component. De cognitieve component van bezorgdheid wordt veroorzaakt door bijvoorbeeld negatieve verwachtingen over de uitkomst van de prestatie of door een negatief zelfbeeld. Het gaat hier dus om zelfaangestuurde gedachten over het eigen kunnen. Onder de somatische component worden de fysiologische ervaringen van de bezorgdheid verstaan. De (autonome) arousal ligt hieraan ten grondslag.
- Intensiteit-directie onderscheid

Het is belangrijk om te vermelden dat bezorgdheid of angst zowel positief als negatief kan zijn voor een sportprestatie. Zwemmer A kan net zo bezorgd zijn als zwemmer B maar voor de één kan de angst facilitatief werken en voor de ander juist hinderend. Er zijn verschillende modellen die kunnen voorspellen of de angst een positief of negatief effect heeft. Voorbeelden hiervan zijn de “Inverted U-hypothesis”(of Yerkes-Dodson-wet), het “Cusp Catatrophe Model”, de “Reversal Theory” en het “Individual Zone of Optimal Fuctioning” model.

## Meetinstrumenten
- Trait-metingen:

In 1977 werd de “Sport Competition Anxiety Test” (SCAT) geïntroduceerd. Deze test bestaat uit 15 items en werd vooral in de jaren tachtig veel gebruikt. Later is de “Sport Anxiety Scale” (SAS) ontwikkeld en deze wordt tegenwoordig het vaakst gebruikt om de trait anxiety in kaart te brengen. Deze test bestaat uit 21 items die onderverdeeld zijn in drie categorieën.
- State-metingen:

In 1983 is de “Competitive State Anxiety Inventory-2” (CSAI-2) ontwikkeld. Deze test bestaat uit 27 items waarmee de mate van cognitieve en somatische angst kan worden nagegaan. Later is de “Directional Modification CSAI-2” ontwikkeld waarin de directiecomponent is opgenomen. Hiermee kunnen sporters aangeven of zij hun angst als facilitatief of hinderend ervaren.

## Modellen
Er zijn meerdere modellen die trachten te voorspellen wat het verband is tussen de mate van angst en de kwaliteit van de prestatie. Hieronder zijn de bekendste uitgelicht:
- Yerkes & Dodson (1908): “Inverted U Hypothesis”.

In dit model gaat men ervan uit dat een lage mate van geactiveerdheid (arosual) leidt tot een zwakke prestatie. Een hogere mate van geactiveerdheid leidt tot een betere prestatie, tot een bepaald punt: het optimale punt. Hier is de mate van geactiveerdheid op een perfect niveau en zal dit de prestatie op de meest positieve manier beïnvloeden. Eenmaal voorbij dit punt neemt de kwaliteit van de prestatie weer gradueel af. Ook al lijkt dit een voor de hand liggend en intuïtief juist model, ze is enigszins te simplistisch. (Yerkes-Dodson-wet)
- Hardy & Fazey (1987): “Cusp Catastrophe Model” (CCM).

Men was het niet eens met de opvatting van de “inverted u hypothesis”, dat eenmaal voorbij het optimale punt de prestatie gradueel zou verslechteren. In dit model gebeurt dat juist heel abrupt: een catastrofe. Net voorbij het optimale niveau van arousal neemt de prestatiekwaliteit gradueel af waarna, kort daarop volgend, de prestatie in elkaar zakt. De vergelijking met een golf in zee doemt op: die bouwt zich op, net als de spanning. Vervolgens bereikt de golf het hoogstge punt en buigt vervolgens naar beneden. Dit gaat geleidelijk tot het moment dat de golf echt omklapt en naar beneden valt.
- Apter (1982): “Reversal Theory”.

Apter stelt dat personen in twee staten kunnen verkeren: de telische en de paratelische staat. In de telische staat is men serieus en doelgericht en in de paratelische staat heeft men niet echt een specifiek doel en deze staat is meer pleziergericht. Volgens Apter leidt het switchen tussen de twee staten tot angst. Indien men een lage mate van geactiveerdheid heeft wordt de situatie als saai opgevat wanneer men zich in een paratelische staat bevindt. Een hoge mate van geactiveerdheid in deze staat zorgt juist voor opwinding. Een lage mate van geactiveerdheid in de telische staat zorgt voor ontspanning en  een hoge mate voor angst.
- Hanin (1995): "Individual Zone of Optimal Functioning" (IZOF).

Hanin stelt dat het per persoon verschillend is welke mate van bezorgdheid (angst) de beste prestatie tot gevolg heeft. Het IZOF model biedt om deze reden dan ook een geïndividualiseerd beeld van het optimale angstniveau. Door meerdere keren de mate van state anxiety te meten tijdens meerdere situaties, is men in staat om aan te geven welke mate van state anxiety gepaard ging met een uitstekende prestatie. het omgekeerde kan ook worden nagegeaan: bij welke mate van state anxiety was de prestatie beneden niveau? Vervolgens wordt de bij de beste mate van state anxiety voor de desbetreffende persoon een halve standaarddeviatie opgeteld en afgetrokken. De IZOF is dus het optimale niveau van angst plus of min een halve standaarddeviatie. Het model voorspelt dat de prestatie het best is wanneer de mate van angst binnen deze zone valt. Wordt het angstniveau te hoog of te laag dan zal de kwaliteit van de prestatie afnemen.

## Oorzaken en effecten
Er is een sterke correlatie tussen de mate van trait anxiety en state anxiety (r= .5 a .6). Om deze reden kan de mate van trait anxiety als startpunt worden beschouwd om te kijken of state anxiety vaak op zal treden.
Daarnaast dragen de bedreiging van het ego, onzekerheid over de uitkomst, de waarde die men hecht aan de prestatie en de interne druk die men ervaart wanneer men denkt dat men niet naar verwachting zal presteren of dat men zich niet (genoeg) verbetert ten opzichte van eerdere prestaties.
Ook de moeilijkheid van de taak, de aanwezigheid van anderen en de commentaren, verwachtingen en houdingen van de coach en familie, kunnen ertoe bijdragen dat de mate van angst toeneemt.

Er zijn tal van effecten denkbaar die zich zouden kunnen voordoen bij hoge mate van angst in sport. Voorbeelden van dergelijke effecten zijn een verhoogde hartslag, verminderde concentratie en een toename van de blessuregevoeligheid. Ook choken is een mogelijk effect . In de afbeelding rechtsonder is weergegeven wat zoal de oorzaken, effecten en behandelmethoden zijn. 

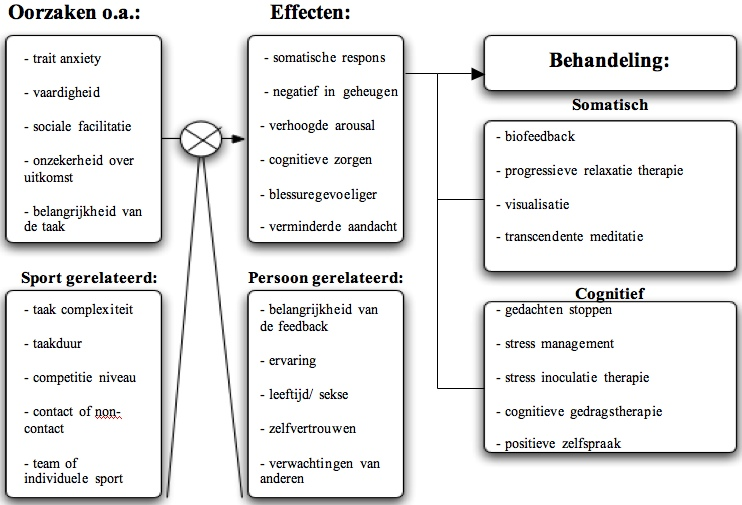
Oorzaken, effecten en behandelingsmethoden van angst in sport. De sport en persoongerelateerde zaken werken medierend.